# Larceveau-Arros-Cibits
Pour les articles homonymes, voir Arros, Cibits et Larceveau.
Larceveau-Arros-Cibits (en basque: Larzabale-Arroze-Zibitze) est une commune française, située dans le département des Pyrénées-Atlantiques en région Nouvelle-Aquitaine.
Elle a été créée par la réunion des communes de Larceveau, d'Arros et de Cibits, cette dernière résultant de la fusion de l'ancien commune de Cibits et de Utxiat.
Le gentilé est Larzabaldar.

## Géographie

### Localisation
La commune de Larceveau-Arros-Cibits se trouve dans le département des Pyrénées-Atlantiques, en région Nouvelle-Aquitaine.
Elle se situe à 79 km par la route de Pau, préfecture du département, à 57 km de Bayonne, sous-préfecture, et à 17 km de Saint-Palais, bureau centralisateur du canton du Pays de Bidache, Amikuze et Ostibarre dont dépend la commune depuis 2015 pour les élections départementales.
La commune fait en outre partie du bassin de vie de Saint-Palais.
Les communes les plus proches sont : 
Lantabat (3,0 km), Ostabat-Asme (3,3 km), Bunus (3,3 km), Ibarrolle (3,6 km), Juxue (4,0 km), Gamarthe (5,2 km), Saint-Just-Ibarre (5,4 km), Arhansus (5,6 km).
Sur le plan historique et culturel, Larceveau-Arros-Cibits fait partie de la province de la Basse-Navarre, un des sept territoires composant le Pays basque,. La Basse-Navarre en est la province la plus variée en ce qui concerne son patrimoine, mais aussi la plus complexe du fait de son morcellement géographique. Depuis 1999, l'Académie de la langue basque ou Euskalzaindia divise la Basse-Navarre en six zones,. La commune est dans le pays d’Ostabarret (Oztibarre), à l’est de ce territoire.

### Communes limitrophes
Les communes limitrophes sont Ainhice-Mongelos, Bunus, Gamarthe, Ibarrolle, Juxue, Lantabat et Ostabat-Asme.
| Lantabat         | Ostabat-Asme           |       |
| Ainhice-Mongelos | Larceveau-Arros-Cibits | Juxue |
| Gamarthe         | Ibarrolle              | Bunus |

### Géologie, sismicité
La région est une région de flyschs bleus du Crétacé supérieur, très épais (plusieurs kilomètres) et à fort pendage. Ce type de terrain est peu propice aux captages d'eau, inexistants sur la commune qui est alimentée par les sources Zahagui et Hastokia à Hosta et Ur Belcha à Musculdy dépendantes du massif karstique des Arbailles.
La région est située en zone sismique 4 correspondant à un risque moyen. L'évènement récent (depuis 1980) le plus important s'est produit en 2003. Situé à 10 km de profondeur, sa magnitude était ML=2,3, donc trop faible pour être ressenti.

### Hydrographie

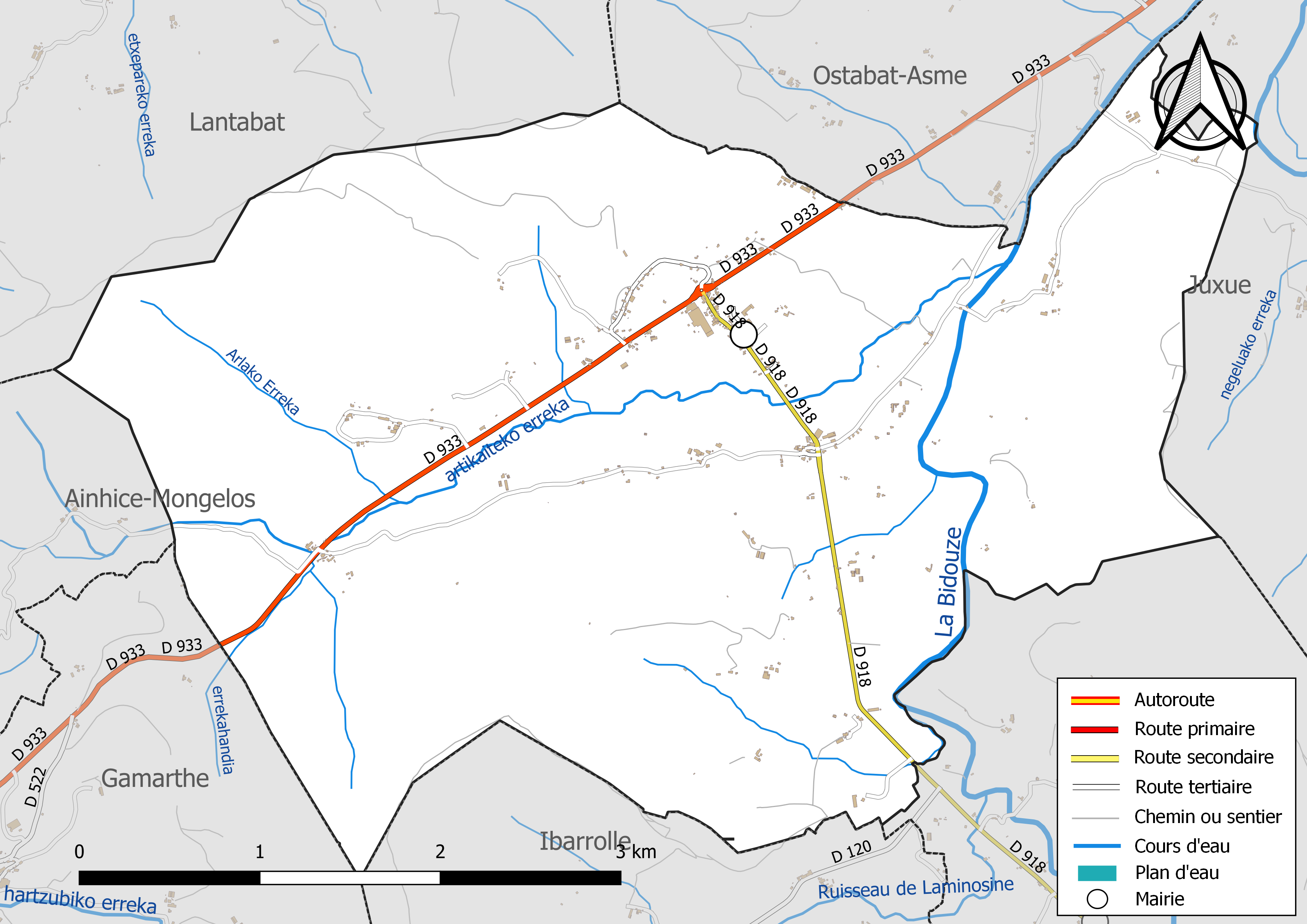
Réseaux hydrographique et routier de Larceveau-Arros-Cibits.

La commune est drainée par la Bidouze, Artikaiteko erreka, Arlako erreka, Handia erreka, et par divers petits cours d'eau, constituant un réseau hydrographique de 17 km de longueur totale,.
La Bidouze, d'une longueur totale de 82,2 km, prend sa source dans la commune d'Aussurucq dans le massif des Arbailles et s'écoule du sud vers le nord. Elle traverse la commune et se jette dans l'Adour à Guiche, après avoir traversé 26 communes.

### Climat
Pour des articles plus généraux, voir Climat de la Nouvelle-Aquitaine et Climat des Pyrénées-Atlantiques.
Historiquement, la commune est exposée à un micro climat océanique basque.  
En 2020, Météo-France publie une typologie des climats de la France métropolitaine dans laquelle la commune est exposée à un climat de montagne et est dans la région climatique Pyrénées atlantiques, caractérisée par une pluviométrie élevée (>1 200 mm/an) en toutes saisons, des hivers très doux (7,5 °C en plaine) et des vents faibles.
Pour la période 1971-2000, la température annuelle moyenne est de 13,7 °C, avec une amplitude thermique annuelle de 13 °C. Le cumul annuel moyen de précipitations est de 1 583 mm, avec 12,3 jours de précipitations en janvier et 9 jours en juillet. Pour la période 1991-2020, la température moyenne annuelle observée sur la station météorologique la plus proche, située sur la commune de Bustince-Iriberry à 9 km à vol d'oiseau, est de 13,9 °C et le cumul annuel moyen de précipitations est de 1 327,4 mm,. Pour l'avenir, les paramètres climatiques de la commune estimés pour 2050 selon différents scénarios d’émission de gaz à effet de serre sont consultables sur un site dédié publié par Météo-France en novembre 2022.

### Milieux naturels et biodiversité

#### Réseau Natura 2000
Le réseau Natura 2000 est un réseau écologique européen de sites naturels d'intérêt écologique élaboré à partir des Directives « Habitats » et « Oiseaux », constitué de zones spéciales de conservation (ZSC) et de zones de protection spéciale (ZPS).
Un site Natura 2000 a été défini sur la commune au titre de la « directive Habitats » : « la Bidouze (cours d'eau) », d'une superficie de 2 570 ha, un vaste réseau hydrographique drainant les coteaux du Pays basque,.

#### Zones naturelles d'intérêt écologique, faunistique et floristique
L’inventaire des zones naturelles d'intérêt écologique, faunistique et floristique (ZNIEFF) a pour objectif de réaliser une couverture des zones les plus intéressantes sur le plan écologique, essentiellement dans la perspective d’améliorer la connaissance du patrimoine naturel national et de fournir aux différents décideurs un outil d’aide à la prise en compte de l’environnement dans l’aménagement du territoire.
Deux ZNIEFF de type 2 sont recensées sur la commune, : 
- les « landes, bois et prairies du bassin de la Bidouze » (11 263,46 ha), couvrant 25 communes du département[29] ;
- le « réseau hydrographique de la Bidouze et annexes hydrauliques » (2 867,4 ha), couvrant 30 communes dont 1 dans les Landes et 29 dans les Pyrénées-Atlantiques[30].

## Urbanisme

### Typologie
Au 1er janvier 2024, Larceveau-Arros-Cibits est catégorisée commune rurale à habitat dispersé, selon la nouvelle grille communale de densité à sept niveaux définie par l'Insee en 2022.
Elle est située hors unité urbaine et hors attraction des villes,.

### Occupation des sols

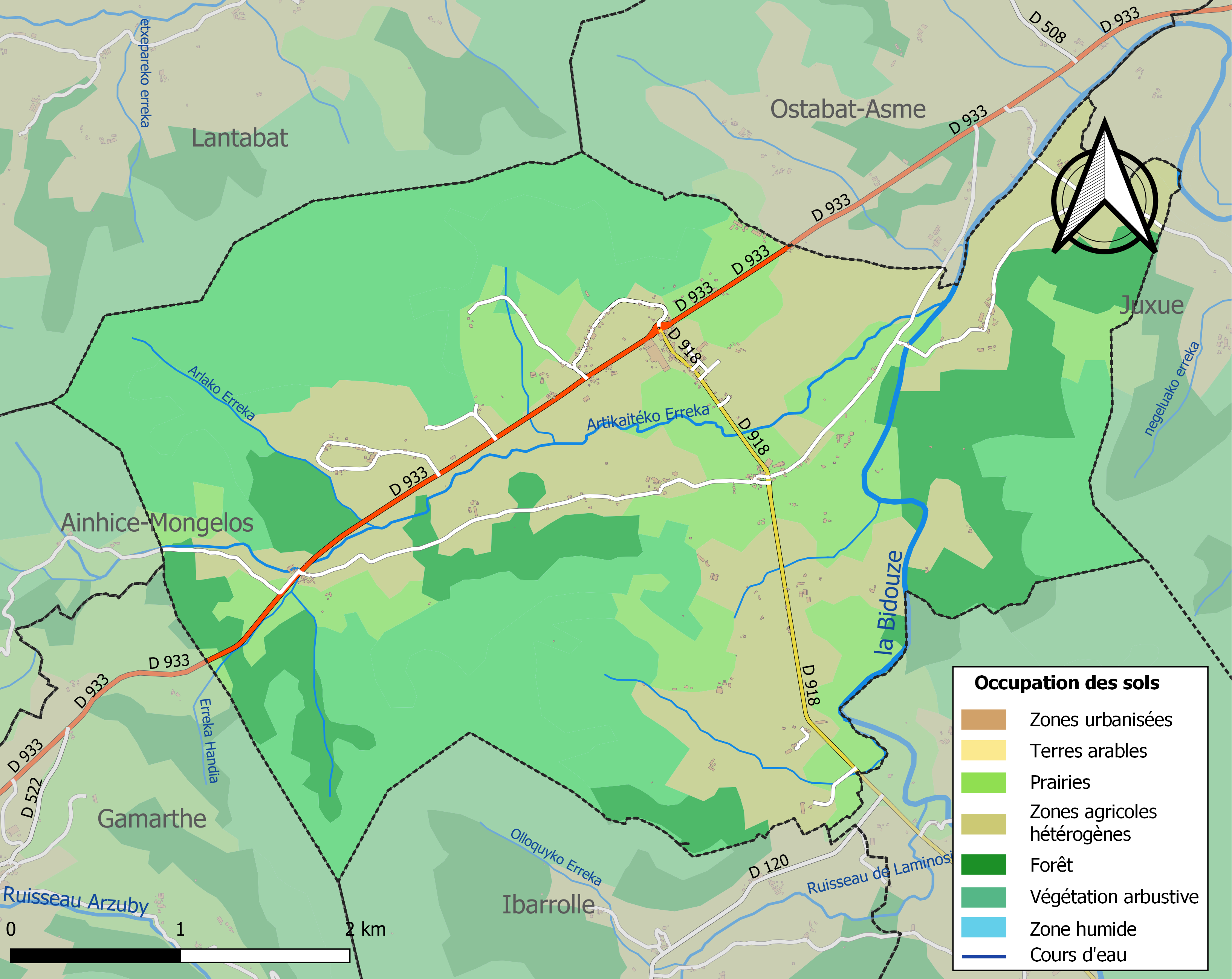
Carte des infrastructures et de l'occupation des sols de la commune en 2018 (CLC).

L'occupation des sols de la commune, telle qu'elle ressort de la base de données européenne d’occupation biophysique des sols Corine Land Cover (CLC), est marquée par l'importance des forêts et milieux semi-naturels (52,6 % en 2018), en diminution par rapport à 1990 (55 %). La répartition détaillée en 2018 est la suivante : 
milieux à végétation arbustive et/ou herbacée (37,5 %), zones agricoles hétérogènes (29,3 %), prairies (18,1 %), forêts (15,1 %).
L'IGN met par ailleurs à disposition un outil en ligne permettant de comparer l’évolution dans le temps de l’occupation des sols de la commune (ou de territoires à des échelles différentes). Plusieurs époques sont accessibles sous forme de cartes ou photos aériennes : la carte de Cassini (XVIIIe siècle), la carte d'état-major (1820-1866) et la période actuelle (1950 à aujourd'hui).

### Lieux-dits, hameaux, maisons
- Arros 43° 14′ 05″ N, 1° 04′ 21″ O ;
- Cibits 43° 13′ 32″ N, 1° 05′ 18″ O ;
- Kurutzaldea 43° 14′ 16″ N, 1° 05′ 13″ O.
- Xaharra 43° 13′ 56″ N, 1° 06′ 06″ O ;
- Bastida Xoko 43° 13′ 32″ N, 1° 07′ 00″ O ;
- Utziate ou Utxiat (hameau de Larceveau et ancienne commune, réuni à Larceveau-Arros-Cibits entre 1790 et 1794[35]) 43° 13′ 10″ N, 1° 07′ 17″ O ;
- Zaldua 43° 12′ 37″ N, 1° 05′ 26″ O ;
- Zarzabalea 43° 13′ 25″ N, 1° 06′ 33″ O ;
- Dona Maria 43° 13′ 59″ N, 1° 06′ 36″ O.
- Jauregia 43° 13′ 59″ N, 1° 05′ 45″ O.

### Logement
En 2018 les 211 résidences se partagent en 167 maisons (79,5%) et 42 appartements (20,1%). Le nombre moyen de pièces est de 5,4 pour les maisons et 3,7 pour les appartements.
|             | nombre | pourcentage |
| ----------- | ------ | ----------- |
| résidences  | 211    | ---         |
| principales | 170    | 80,6        |
| secondaires | 15     | 7,1         |
| vacantes    | 26     | 12,3        |

|            | nombre | pourcentage |
| ---------- | ------ | ----------- |
| avant 1919 | 45     | 27,2        |
| 1919-1945  | 14     | 8,3         |
| 1946-1970  | 10     | 5,9         |
| 1971-1990  | 46     | 27,8        |
| 1991-2005  | 19     | 11,2        |
| 2006-2015  | 32     | 19,5        |

### Voies de communication et transports

#### Histoire
Jusqu'au XVIIIe siècle la voie  Saint-Palais-Saint-Jean-Pied-de-Port passe par Cibits. Elle est remplacée à la fin du siècle par la voie actuelle nommée lors de sa construction Errege Bidea (voie royale) qui figure sur le cadastre napoléonien.
En 1881 une ligne de tramway à voie métrique est envisagée entre Saint-Palais et Saint-Jean-Pied-de-Port avec un embranchement à Larceveau vers Saint-Just. En 1912 la ligne est déclarée d'intérêt public et les expropriations commencent en 1914. La première guerre mondiale provoquera l'arrêt du projet. Sa tentative de redémarrage après la guerre se heurtera à des problèmes de financement. Des quelques travaux effectués il reste un bâtiment de sous-station électrique dans la montée du col de Galzetaburu, transformé en habitation.

#### Actuellement

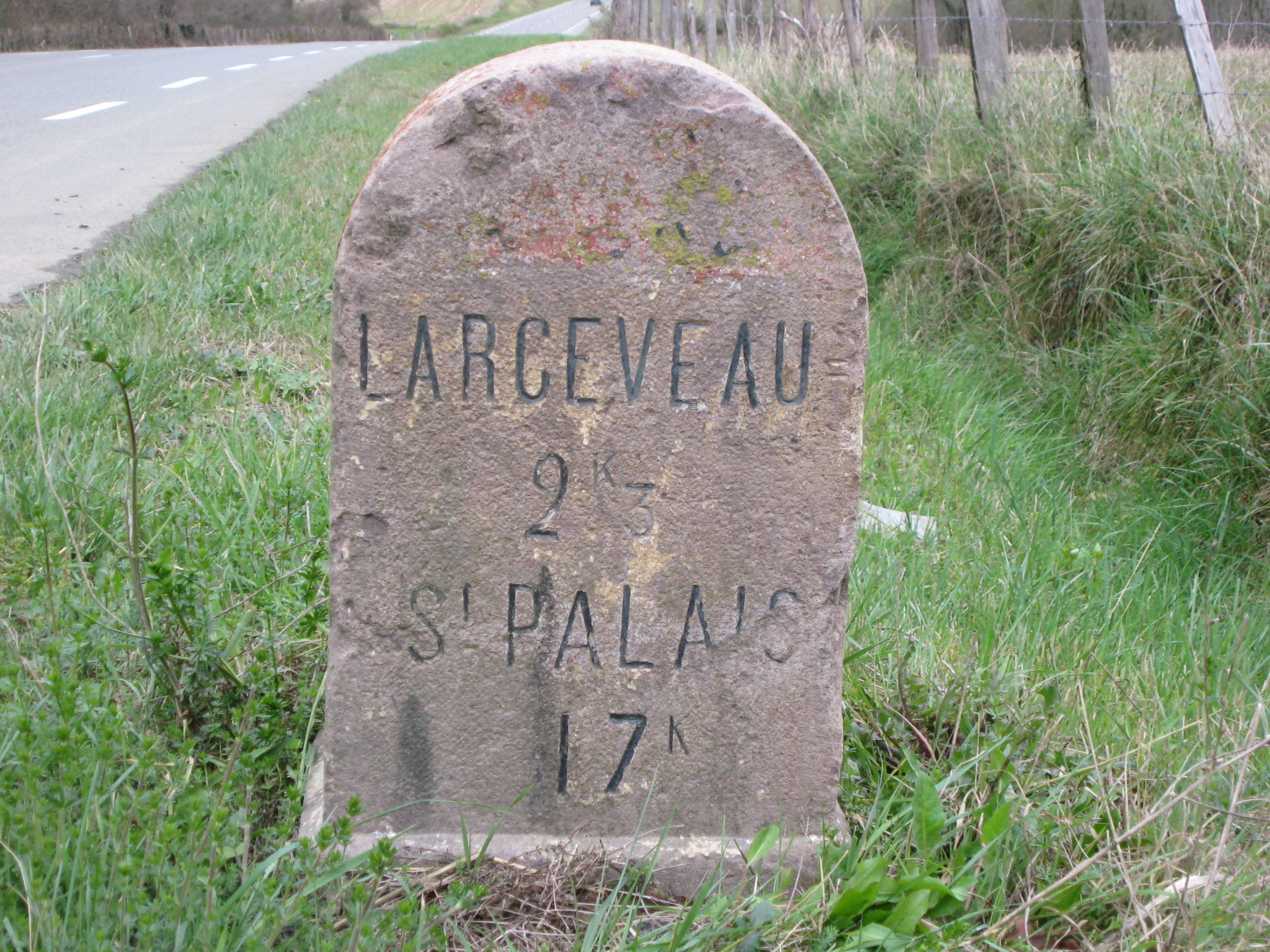
Borne routière à Larceveau (début XXe siècle).

La commune est desservie par les routes départementales D 918 vers Mauléon et D 933 entre Saint-Palais et Saint-Jean-Pied-de-Port.
Il existe une ligne de bus sur la D 933.
La gare TER la plus proche est celle de Saint-Jean-Pied-de-Port à 15 km (ligne Saint-Jean-Pied-de-Port - Bayonne). La gare TGV la plus proche est celle d'Orthez à 48 km (ligne Tarbes - Paris Montparnasse).
L'aéroport le plus proche est celui de Biarritz-Pays Basque à 67 km.
94,3 % des ménages ont au moins une voiture et 50,9 % en ont deux ou plus en 2018. Les transports utilisés en 2018 pour se rendre au travail sont les suivants :
| pas de déplacement        | 15,5 % |
| marche, roller, patinette | 5,0 %  |
| vélo (y compris VAE)      | 0,6 %  |
| 2 roues motorisées        | 0      |
| voiture                   | 76,4 % |
| transport en commun       | 2,5 %  |

### Risques majeurs
Le territoire de la commune de Larceveau-Arros-Cibits est vulnérable à différents aléas naturels : météorologiques (tempête, orage, neige, grand froid, canicule ou sécheresse), inondations, feux de forêts et séisme (sismicité moyenne). Un site publié par le BRGM permet d'évaluer simplement et rapidement les risques d'un bien localisé soit par son adresse soit par le numéro de sa parcelle.
Certaines parties du territoire communal sont susceptibles d’être affectées par le risque d’inondation par une crue torrentielle ou à montée rapide de cours d'eau, notamment la Bidouze. La commune a été reconnue en état de catastrophe naturelle au titre des dommages causés par les inondations et coulées de boue survenues en 1982, 1983, 2007, 2008, 2009 et 2014,.
Larceveau-Arros-Cibits est une des communes françaises les plus exposées au risque de feu de forêt : entre 2008 et 2024, 4.5% de son territoire a brûlé chaque année en moyenne. En 2020, le premier plan de protection des forêts contre les incendies (PDPFCI) a été adopté pour la période 2020-2030. La réglementation des usages du feu à l’air libre et les obligations légales de débroussaillement dans le département des Pyrénées-Atlantiques font l'objet d'une consultation de public ouverte du 16 septembre au 7 octobre 2022,.

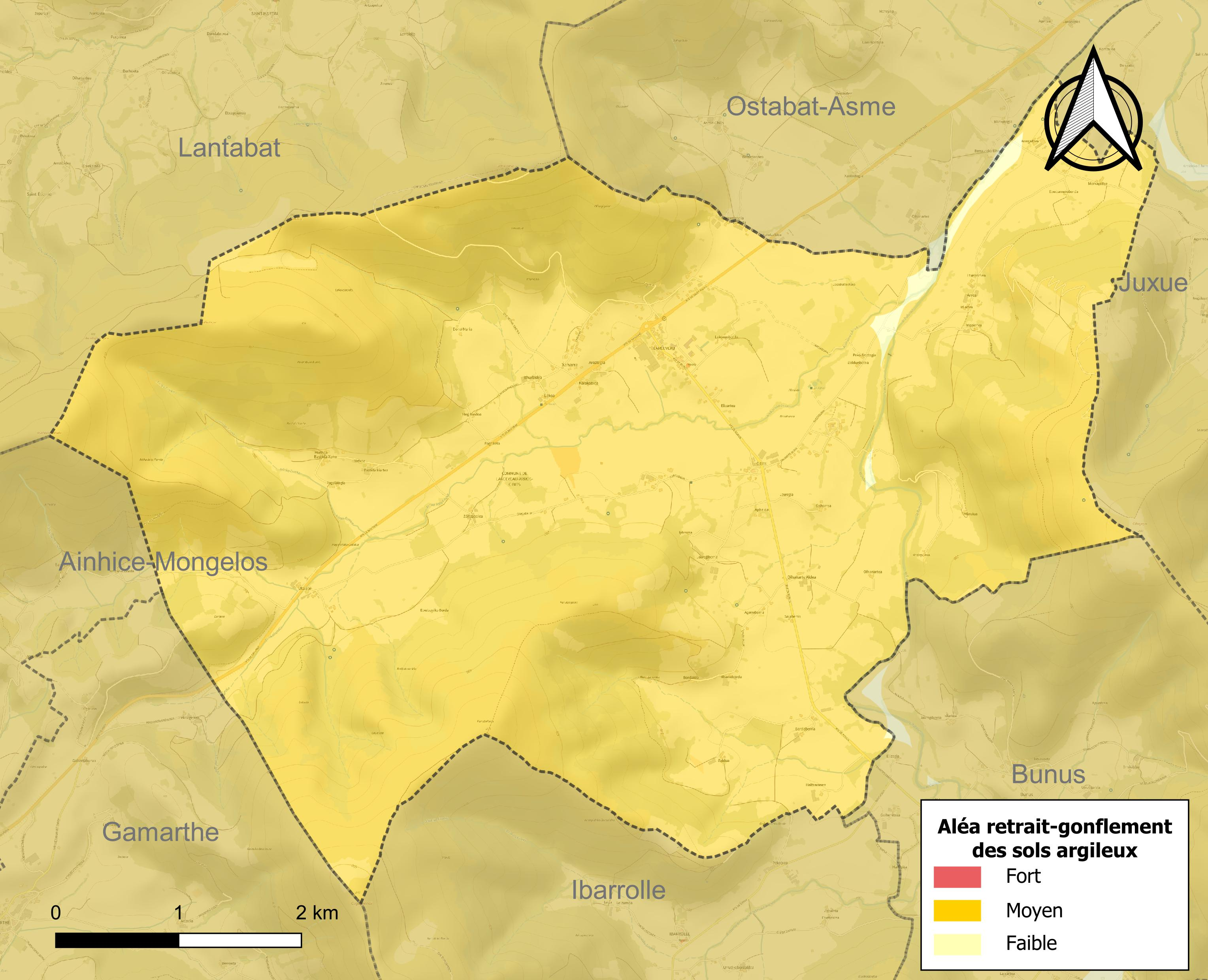
Carte des zones d'aléa retrait-gonflement des sols argileux de Larceveau-Arros-Cibits.

Le retrait-gonflement des sols argileux est susceptible d'engendrer des dommages importants aux bâtiments en cas d’alternance de périodes de sécheresse et de pluie. 99,4 % de la superficie communale est en aléa moyen ou fort (59 % au niveau départemental et 48,5 % au niveau national). Depuis le 1er octobre 2020, en application de la loi ELAN, différentes contraintes s'imposent aux vendeurs, maîtres d'ouvrages ou constructeurs de biens situés dans une zone classée en aléa moyen ou fort,.

## Toponymie

### Mentions anciennes
Le toponyme Larceveau est une romanisation fautive du basque Lar-zabal « lande vaste » ; il est documenté sous les formes :
Larsaval et Larseval (respectivement 1119 et 1167, collection Duchesne volume CXIV, feuillets 32 et 35), 
Larssabau (1477, contrats d'Ohix, feuillet 51), 
Larcabau (1513, titres de Pampelune), 
Larsabau (1518, chapitre de Bayonne), 
Larçaval, Larçabal et Larzabal (1621 pour ces trois dernières formes, Martin Biscay), 
Larcabau (1650) et 
Larcevau (1801, Bulletin des Lois).
Le toponyme Arros, du basque Arroz(e), est basé sur le radical oronymique harr- « pierre » et le suffixe aquitanique -oz ; il est documenté sous les formes : Arrosium (1100), Sanctus Sebastianus de Mured (1160), Mureth (1350), Arros (1350), Muret (1365,1413).
Le toponyme Cibits, du latin civitas, est documenté sous les formes :
Sent Andriu de Cibitz (1472, notaires de Labastide-Villefranche, no 2, feuillet 22) et 
Civitix (1513, titres de Pampelune).
Le toponyme Utziate est documenté sous les formes :
Uxiat (1227, Gall. christ, instrumentation de Bayonne), 
S(an)c(t)a maria de utsuat (Cartulaire de Dax),
hospital de iççuat (1350),
La Magdelene de l'espitau d'Utsiat (1441, notaires de Labastide-Villefranche), 
Uxat (1488, notaires de Pau), 
Uciat (1513, titres de Pampelune), 
Utziate (1621, Martin Biscay) et 
Utziat (1863, dictionnaire topographique Béarn-Pays basque).

### Graphie basque
Son nom basque actuel est Larzabale-Arroze-Zibitze.

## Histoire
La région est peuplée à l'époque protohistorique comme en témoignent les vestiges d'un oppidum (gaztelu zahar) à cheval sur les communes de Larceveau, d'Ostabat et de Lantabat.
L'endroit, situé dans le pagus de Cize et peuplé par les Tarbelles, se trouvait sur la voie romaine Bordeaux-Astorga, décrite par l'itinéraire d'Antonin. On en trouve quelques traces qui permettent de la situer. Le tracé adopté était Gamarthe Galcetaburu - Utxiat - Larceveau Chahara - Asme Burguzaharia, qui correspond approximativement au chemin de Saint-Jacques.
Larceveau est une fondation royale navarraise, une ville neuve (bastide ou iriberri), vraisemblablement du début du XIIIe siècle à partir d'un village antérieur à 1120. Certains lieux-dits comme Bastida Choko et Bastidartia en témoignent. À partir de 1514 ou 1515 Larceveau devient une « ville » (ou « bonne ville ») possédant la capacité juridique d'administration, de justice, d'exemption de taxes et péages, d'organisation de foires et marchés et de représentation aux États de Navarre,.
Le village de Cibits est plus ancien (antérieur à 1120) ; c'est là que se réunissait la junte de la vallée de Hosta (Ostabarret),.
Le camino navarro, chemin du pèlerinage de Saint-Jacques-de-Compostelle issu de la convergence de trois chemins majeurs à Ostabat était rejoint à Utxiat par une voie secondaire passant par Ordiarp et Saint-Just via le col de Napale puis Cibits,,. Il existait également une voie partant d'Aroue sur la Via Podiensis et passant par Ithorots, Lohitzun, Uhart-Mixe, le col d'Ethéné, Juxue, Arros et Cibits où se trouvait le péage.
L'existence du village d'Arros est mentionnée en 1100.
Au XVIe siècle Larceveau est incendié lors des guerres de religion,. Les destructions sont telles qu'il lui faudra un siècle pour se rebâtir.
La Révolution française est mal accueillie dans la région. Les prêtres de Larceveau, d'Arros et d'Utxiat sont réfractaires et s'exilent et les listes d'enrôlement volontaire pour l'armée de Larceveau et de Cibits restent vides, obligeant les autorités à avoir recours à la conscription,. Durant cette période les communes d'Utxiat et de Cibits sont fusionnées. En 1790 Larceveau devient le chef-lieu d'un canton comprenant les communes de Arhansus, Bunus, Hosta, Ibarrolle, Juxue, Cibits, Arros, Ostabat, Asme, Saint-Just et Ibarre, dépendant du district de Saint-Palais, ville rebaptisée Mont-Bidouze,.
La commune a été créée le 20 juin 1842 par la réunion des communes de Larceveau, d'Arros et de Cibits, à l'instar de nombreuses communes des Basses-Pyrénées dans la période 1841-1842.
La Première Guerre mondiale entraîne une hécatombe d'hommes jeunes puisque 28 d'entre eux meurent. Cela représente environ un tiers des hommes de la tranche 21-49 ans susceptibles de porter une arme,.
Lors de la Seconde Guerre mondiale la France est coupée en deux par la ligne de démarcation qui suit la RN133 qui coupe la commune en deux parties. Larceveau est en zone occupée, Arros et Cibits en zone libre. Dans les faits le contrôle des passages d'une zone à l'autre se fait à Cibits, les passages clandestins ayant généralement lieu à Utxiat. Au cours de cette guerre trois jeunes hommes meurent lors de la Libération.

## Personnalités liées à la commune
- Pedro Sanz de Lizarazu (? - juillet 1413), chevalier du royaume de Navarre. Il effectue des ambassades pour Charles le Mauvais puis Charles III de Navarre. Au retour de ce dernier de son voyage en France il l'accueille dans sa maison-forte (actuellement maison Dona Maria) en septembre 1398. Il est capitaine de la forteresse de Rocabrune à Charritte de Mixe sur la Bidouze (aujourd'hui disparue) puis de celle de Saint-Jean-Pied-de-Port dans la période 1410-1412. Ses fils Guillem Arnalt qui lui succède à Saint-Jean-Pied-de-Port, Menaut et Charles abandonnent le nom de Lizarazu pour celui, roman, de Santa María (Dona Maria) qui est celui du domaine[78],[79].
- Emmanuel Lartigue (Bayonne 28/12/1908- Saint-Gladie-Arrive-Munein 24/06/1994) est maire de mai 1945 à mars 1983. Il est élu sous l'étiquette RPF conseiller général en 1949 et devient suppléant du sénateur Jean-Louis Tinaud en 1951. Il devient lui-même sénateur en 1969 lorsque Jean-Louis Tinaud devient Secrétaire d'État dans le gouvernement Chaban-Delmas[80].

## Héraldique
Le blason écartèle ceux de diverses maisons nobles de la commune : au 1er la salle de Larceveau, au A du 2e la salle de Murulu (Arros), au B du 2e Pedro (Arros), au 3e Dona Maria (Larceveau) et au 4e la salle de Sault (Cibits). Ces armes ont été adoptées en 2002.
| Blason | Blasonnement : Écartelé au 1 d'argent à deux fasces de sable ; au 2 parti en A de sable à trois châteaux d'or ouverts et ajourés du champ et rangés en pal, en B coupé dentelé d'argent et d'azur ; au 3 d'or à l'arbre arraché de sinople et un sanglier de sable défendu d'argent brochant sur le fût ; au 4 d'argent au sautoir de gueules chargé en cœur d'une étoile d'or. |

## Politique et administration

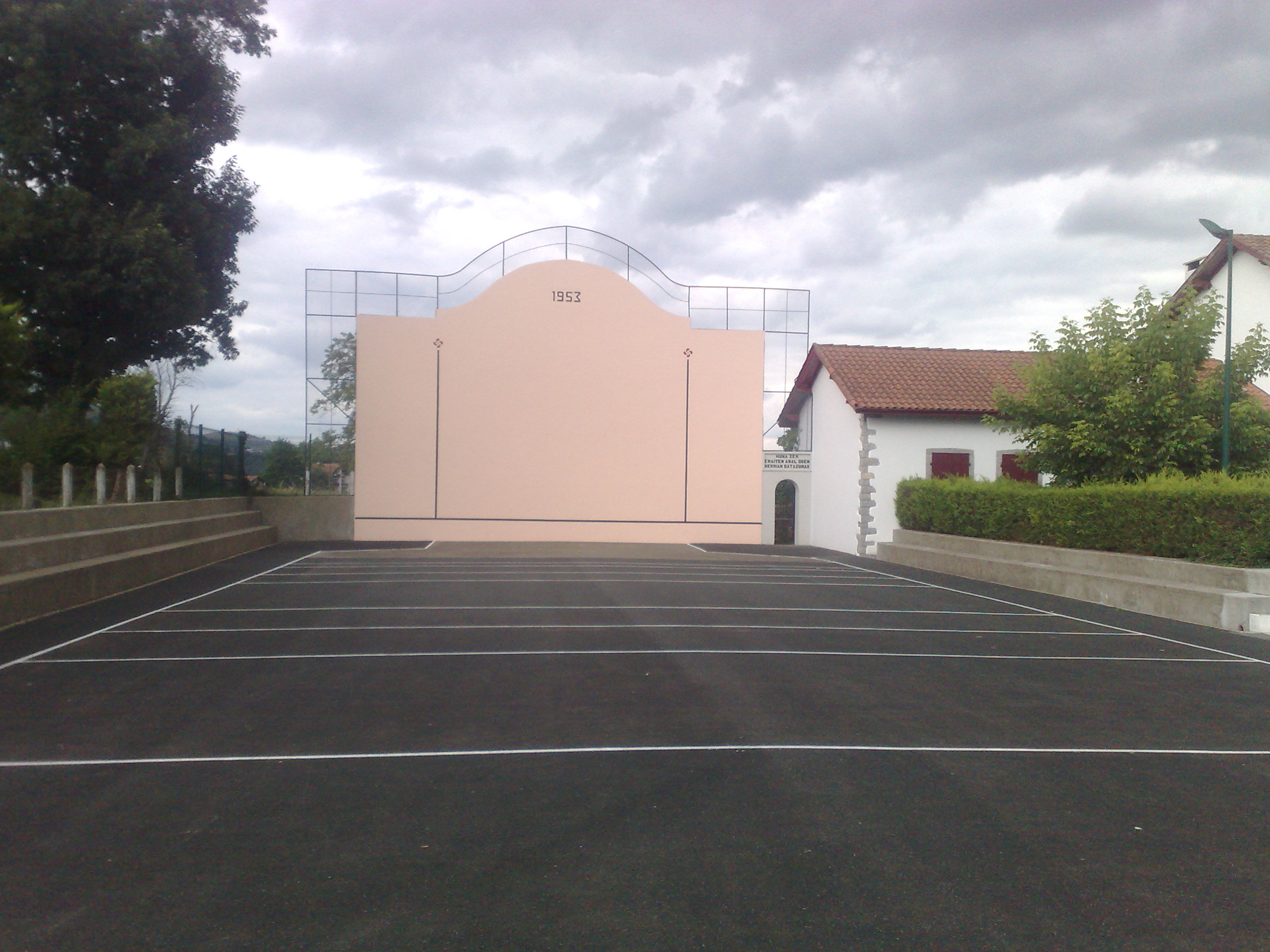
Pilota plaza.
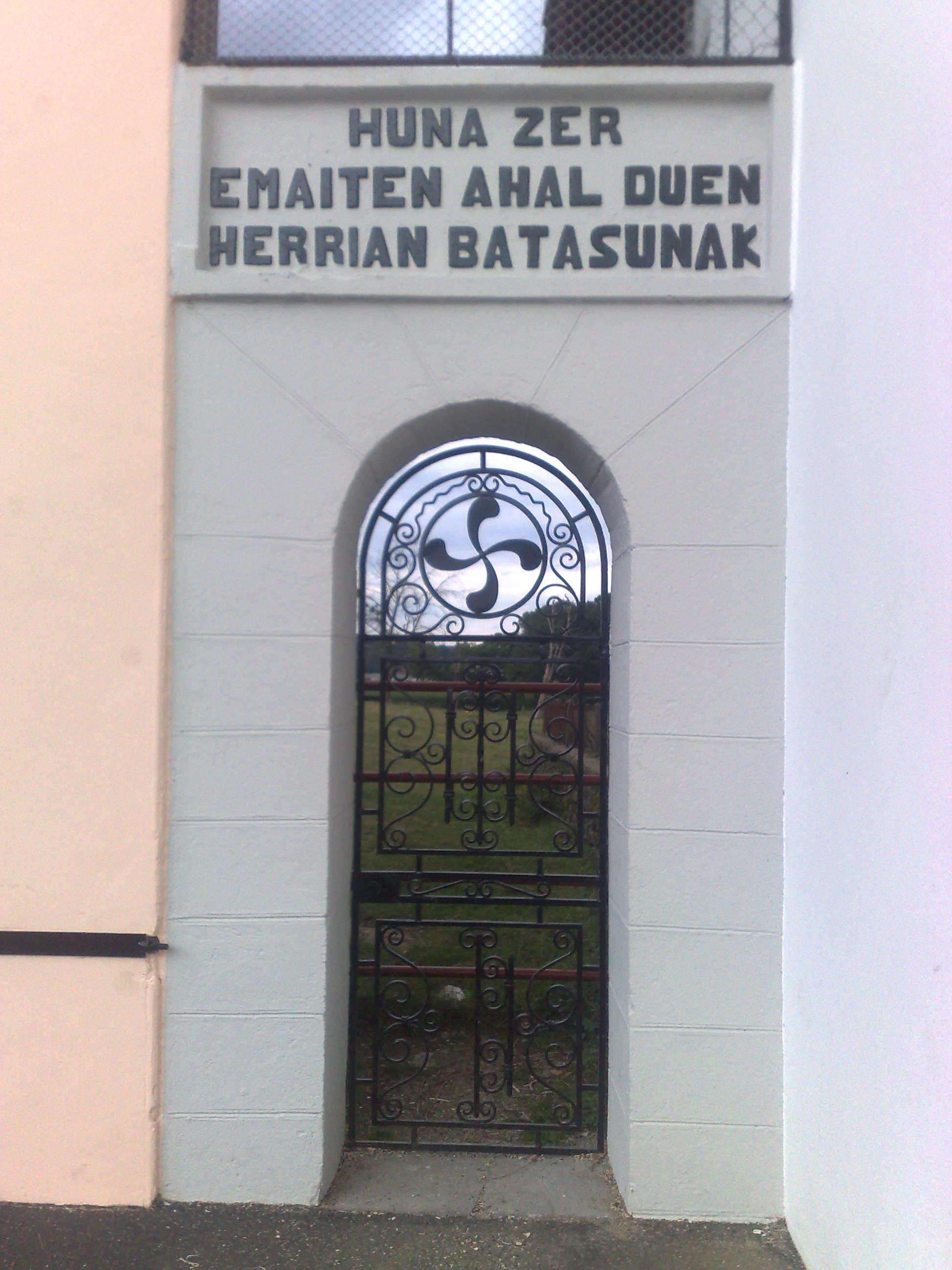
Porte du fronton[Note 7]
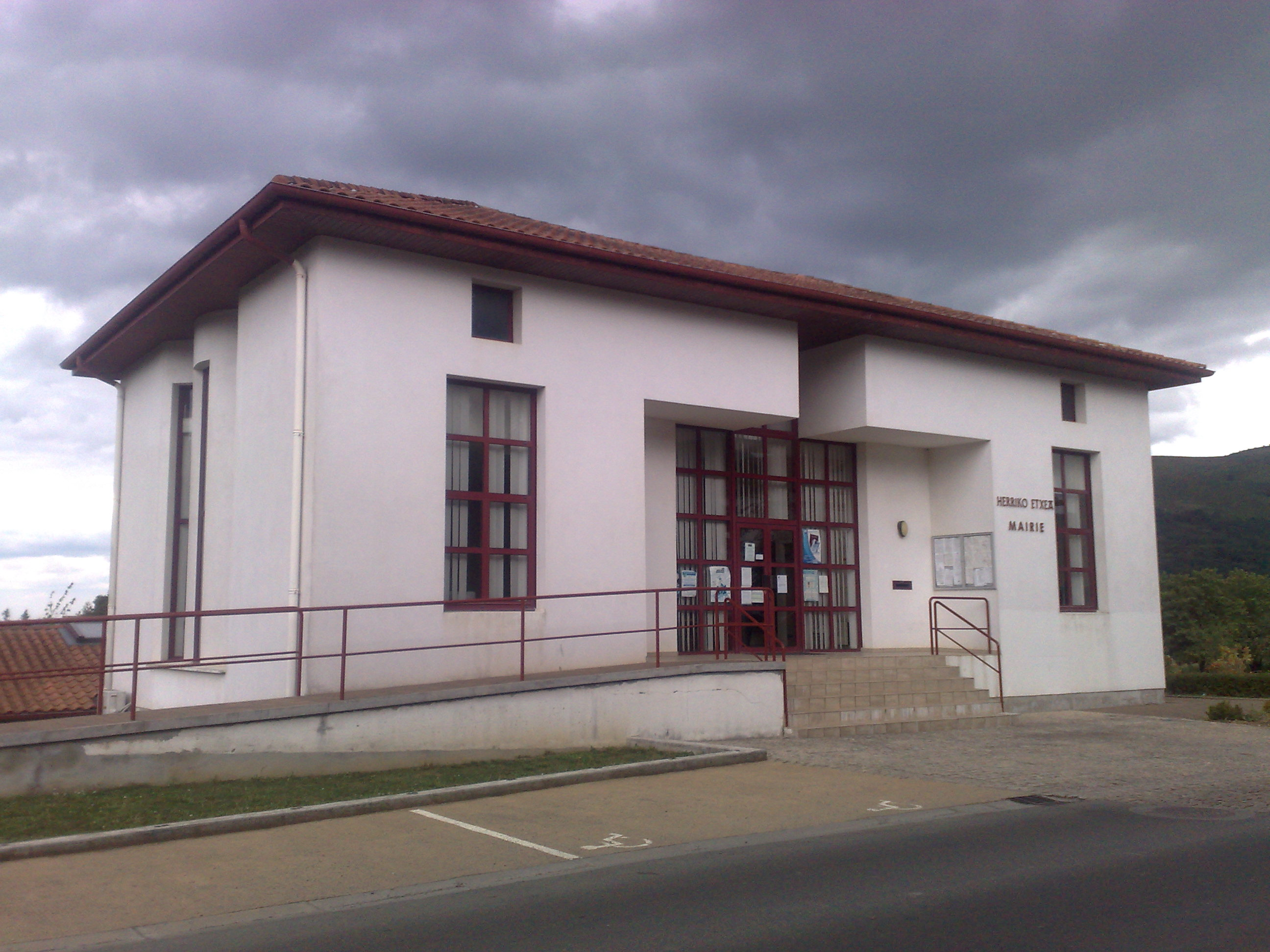
La mairie.
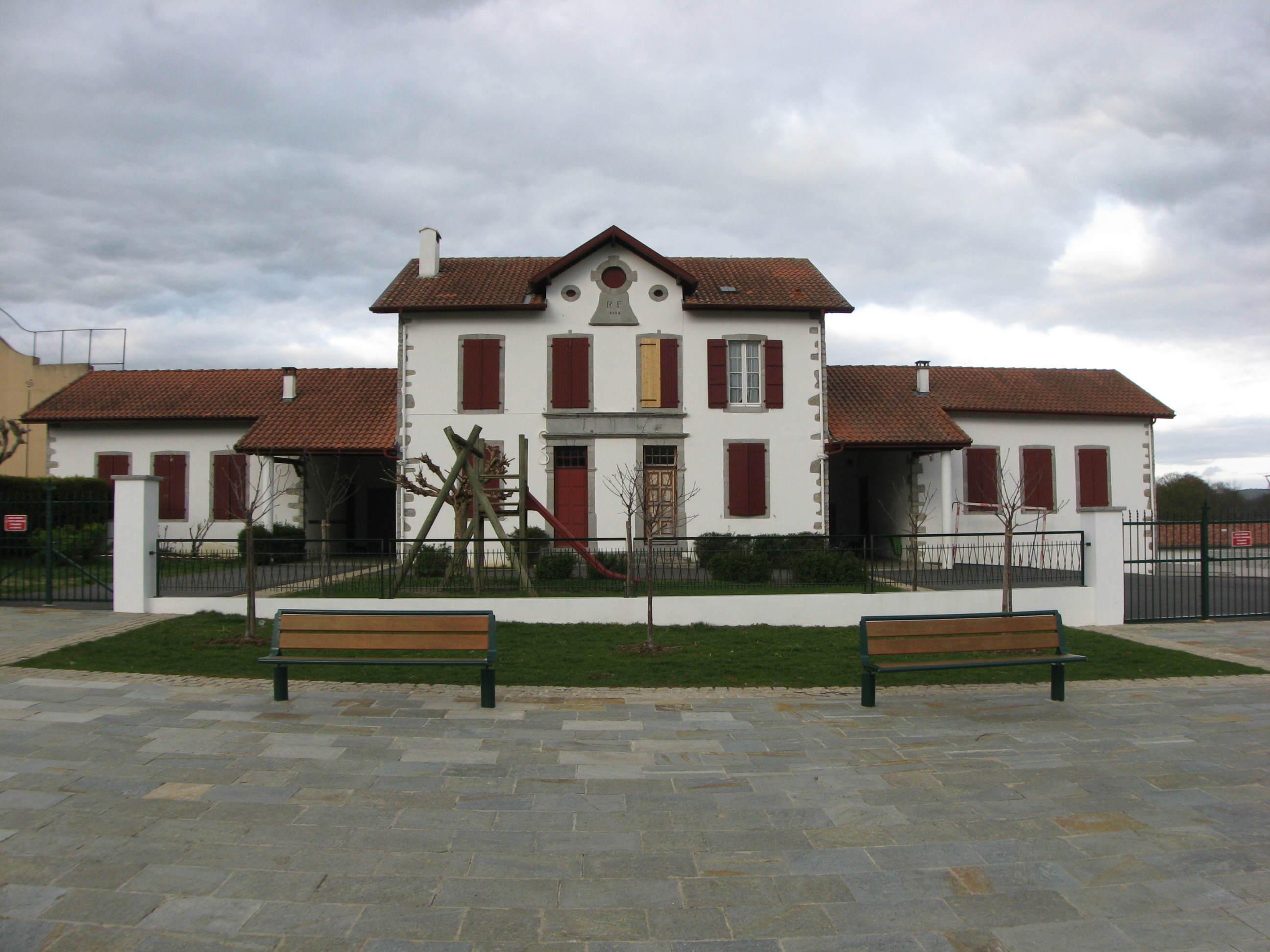
L'école (1904).

### Municipalité
Pour la période antérieure à 1842 les maires de Larceveau, les maires d'Arros et les maires de Cibits sont données dans les articles correspondants.
| Période                                  | Période  | Identité                   | Étiquette | Qualité                                           |
| ---------------------------------------- | -------- | -------------------------- | --------- | ------------------------------------------------- |
| 1842                                     | 1846     | Marc Aphalo                |           |                                                   |
| 1846                                     | 1855     | Jean Etchart               |           |                                                   |
| 1855                                     | 1874     | Jean Elisseche             |           |                                                   |
| 1874                                     | 1889     | Léon Aphalo,               |           | médecin                                           |
| 1889                                     | 1891     | Jacques Aguerre            |           |                                                   |
| 1891                                     | 1900     | Arnaud Pagola dit Carçabal |           |                                                   |
| 1900                                     | 1908     | Jean Lespade-Etcheverry    |           |                                                   |
| 1908                                     | 1912     | Gaston Perret              |           |                                                   |
| 1912                                     | 1933     | Jean-Pierre Sagardoy       |           | professeur                                        |
| 1933                                     | 1944     | Bernard Bidart             |           | conseil municipal dissous en septembre 1944       |
| 1944                                     | 1945     | Alphonse Bielle            |           | délégation spéciale                               |
| 1945                                     | 1983     | Emmanuel Lartigue          | RPF, RI   | chirurgien-dentiste, conseiller général, sénateur |
| 1983                                     | 1995     | Lucien Ruspil              | DVD       | forgeron                                          |
| 1995                                     | 2001     | Pierre Hiriburu            |           |                                                   |
| 2001                                     | 2008     | Jean-Baptiste Oteiza       |           |                                                   |
| 2008                                     | 2020     | Jules Larramendy           |           | technicien                                        |
| 2020                                     | En cours | Christele Caset-Urruty     | DVC       | cadre de banque                                   |
| Les données manquantes sont à compléter. |          |                            |           |                                                   |

### Intercommunalité
Larceveau-Arros-Cibits appartient à six structures intercommunales :
- la communauté d'agglomération du Pays Basque ;
- le syndicat AEP de l'Ostabaret ;
- le syndicat d’énergie des Pyrénées-Atlantiques ;
- le syndicat intercommunal pour l'aménagement et la gestion de l'abattoir de Saint-Jean-Pied-de-Port ;
- le syndicat d’énergie pour le soutien à la culture basque ;
- le syndicat pour le fonctionnement des écoles d'Ostibarret.

La commune accueille le siège du syndicat AEP de l'Ostabaret.

## Population et société

### Démographie

#### Avant 1793
Au recensement fiscal de 1350 Larceveau compte 33 feux (on compte environ 5,5 personnes par foyer). Ce chiffre passe à 43 dans le recensement de 1412-1413 réalisé sur ordre de Charles III de Navarre. Cette augmentation constitue une anomalie dans une région qui s'est largement dépeuplée durant cette période à cause de la peste noire.
Le recensement de 1551 des hommes et des armes qui sont dans le présent royaume de Navarre d'en deçà les ports, révèle une démographie en forte croissance. Larceveau passe à 72 feux. Arros passe de 5 à 14 et Cibits de 9 à 29. Cette augmentation est générale et concerne toute la Basse Navarre.

#### Entre 1793 et 1841
Les communes sont séparées.
|           | 1793 | 1800 | 1806 | 1821 | 1831 | 1836 |
| --------- | ---- | ---- | ---- | ---- | ---- | ---- |
| Larceveau | 183  | 197  | 183  | 208  | 240  | 365  |
| Arros     | 96   | 79   | 94   | 109  | 122  | 113  |
| Cibits    | 323  | 301  | 384  | 321  | 365  | 348  |
| Total     | 602  | 577  | 671  | 638  | 627  | 726  |

#### Après 1841
L'évolution du nombre d'habitants est connue à travers les recensements de la population effectués dans la commune depuis 1793. Pour les communes de moins de 10 000 habitants, une enquête de recensement portant sur toute la population est réalisée tous les cinq ans, les populations de référence des années intermédiaires étant quant à elles estimées par interpolation ou extrapolation. Pour la commune, le premier recensement exhaustif entrant dans le cadre du nouveau dispositif a été réalisé en 2004.

En 2022, la commune comptait 446 habitants, en évolution de +10,67 % par rapport à 2016 (Pyrénées-Atlantiques : +3,78 %, France hors Mayotte : +2,11 %).
| 1793 | 1800 | 1806 | 1821 | 1831 | 1836 | 1841 | 1846 | 1851 |
| ---- | ---- | ---- | ---- | ---- | ---- | ---- | ---- | ---- |
| 183  | 197  | 183  | 208  | 240  | 228  | 722  | 793  | 683  |

| 1856 | 1861 | 1866 | 1872 | 1876 | 1881 | 1886 | 1891 | 1896 |
| ---- | ---- | ---- | ---- | ---- | ---- | ---- | ---- | ---- |
| 695  | 572  | 549  | 518  | 556  | 541  | 497  | 467  | 493  |

| 1901 | 1906 | 1911 | 1921 | 1926 | 1931 | 1936 | 1946 | 1954 |
| ---- | ---- | ---- | ---- | ---- | ---- | ---- | ---- | ---- |
| 485  | 522  | 508  | 514  | 489  | 503  | 523  | 429  | 418  |

| 1962 | 1968 | 1975 | 1982 | 1990 | 1999 | 2004 | 2006 | 2009 |
| ---- | ---- | ---- | ---- | ---- | ---- | ---- | ---- | ---- |
| 452  | 394  | 388  | 424  | 406  | 395  | 407  | 394  | 403  |

| 2014 | 2019 | 2022 | - | - | - | - | - | - |
| ---- | ---- | ---- | - | - | - | - | - | - |
| 405  | 436  | 446  | - | - | - | - | - | - |

## Économie

### Emploi et revenus
En 2019 le revenu médian par unité de consommation est de 21 280 € contre 22 040 € pour l'ensemble des Français.
En 2018 les résidents occupent 157 des 333 emplois situés sur la commune. Ils se répartissent de la façon suivante :
| salarié     | 107 | fonction publique, CDI | 90 |
|             |     | CDD                    | 14 |
|             |     | Emploi aidé            | 0  |
|             |     | Intérim                | 1  |
|             |     | apprentissage, stage   | 2  |
| non-salarié | 51  | indépendant            | 33 |
|             |     | employeur              | 17 |
|             |     | aide familial          | 1  |

L'activité est principalement agro-industrielle. La commune fait partie de la zone d'appellation de l'ossau-iraty et possède une importante fromagerie.

## Enseignement
La commune dispose de deux écoles : l'école maternelle privée Oztibarreko ikastola et l'école primaire publique. Il existe un collège de type ikastola Erdozaintzi Etxart Kolegioa depuis 2007.

## Culture locale et patrimoine

### Patrimoine civil

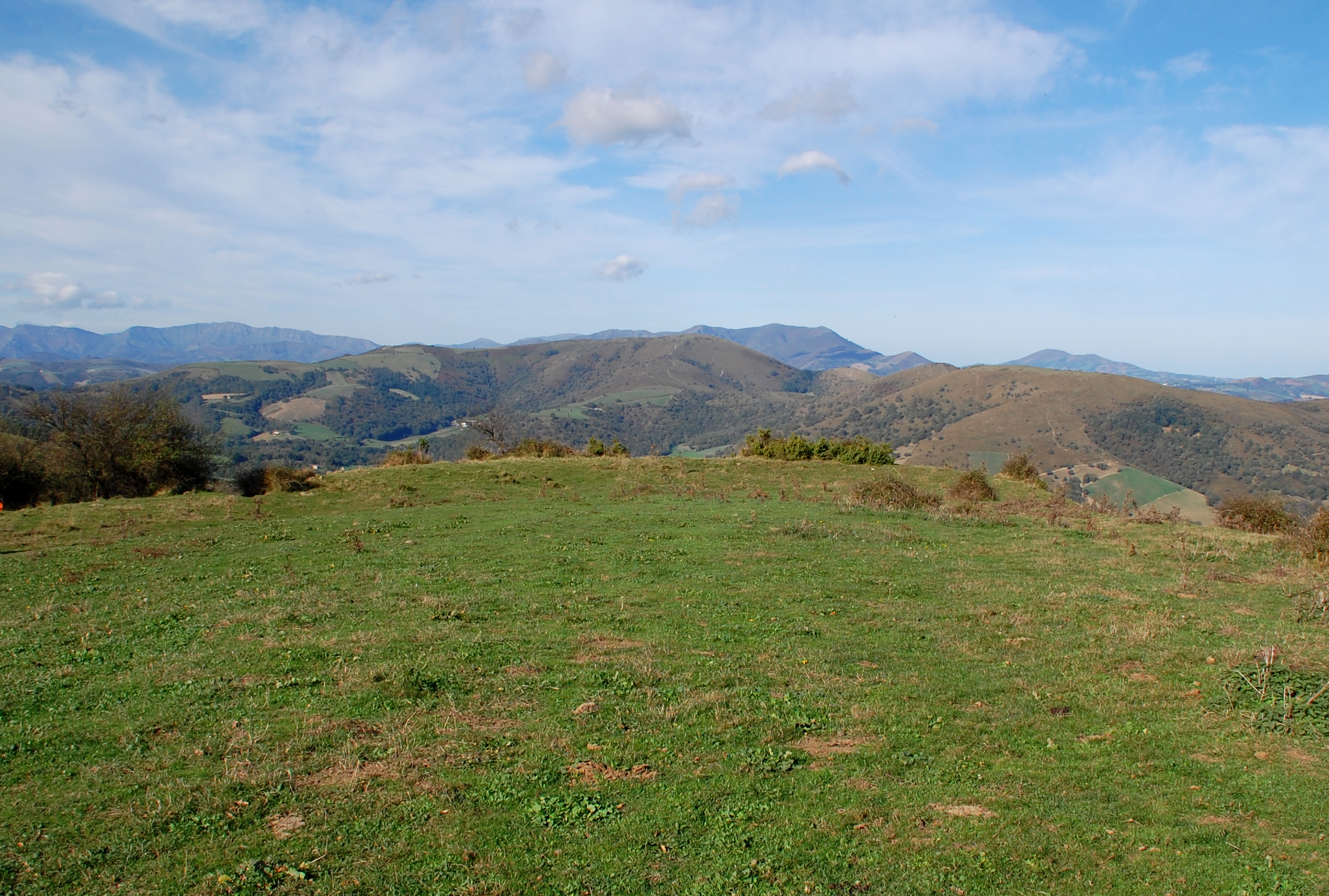
La place forte protohistorique Gaztelu zahar.
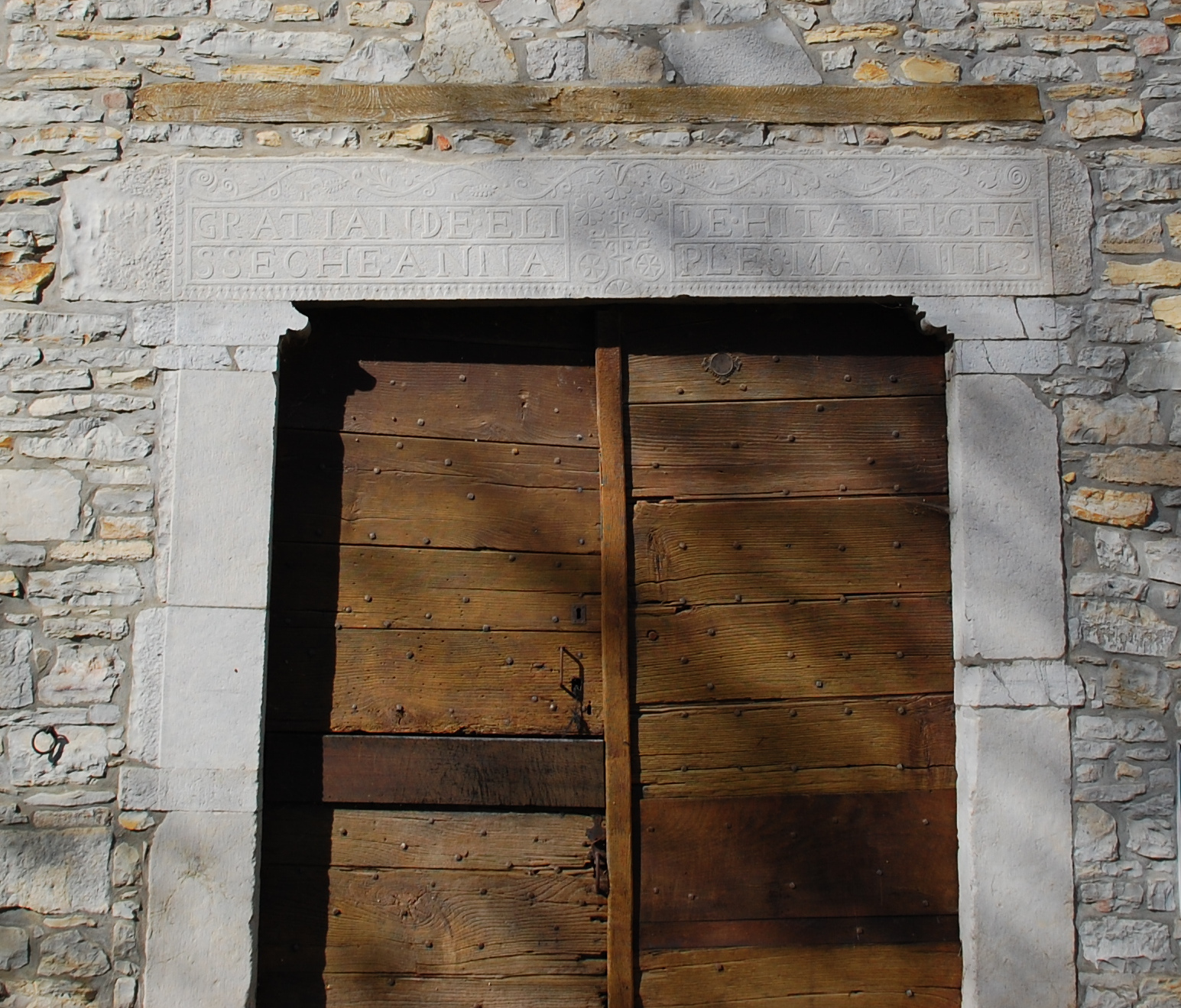
Atalburu de 1743 à Cibits.
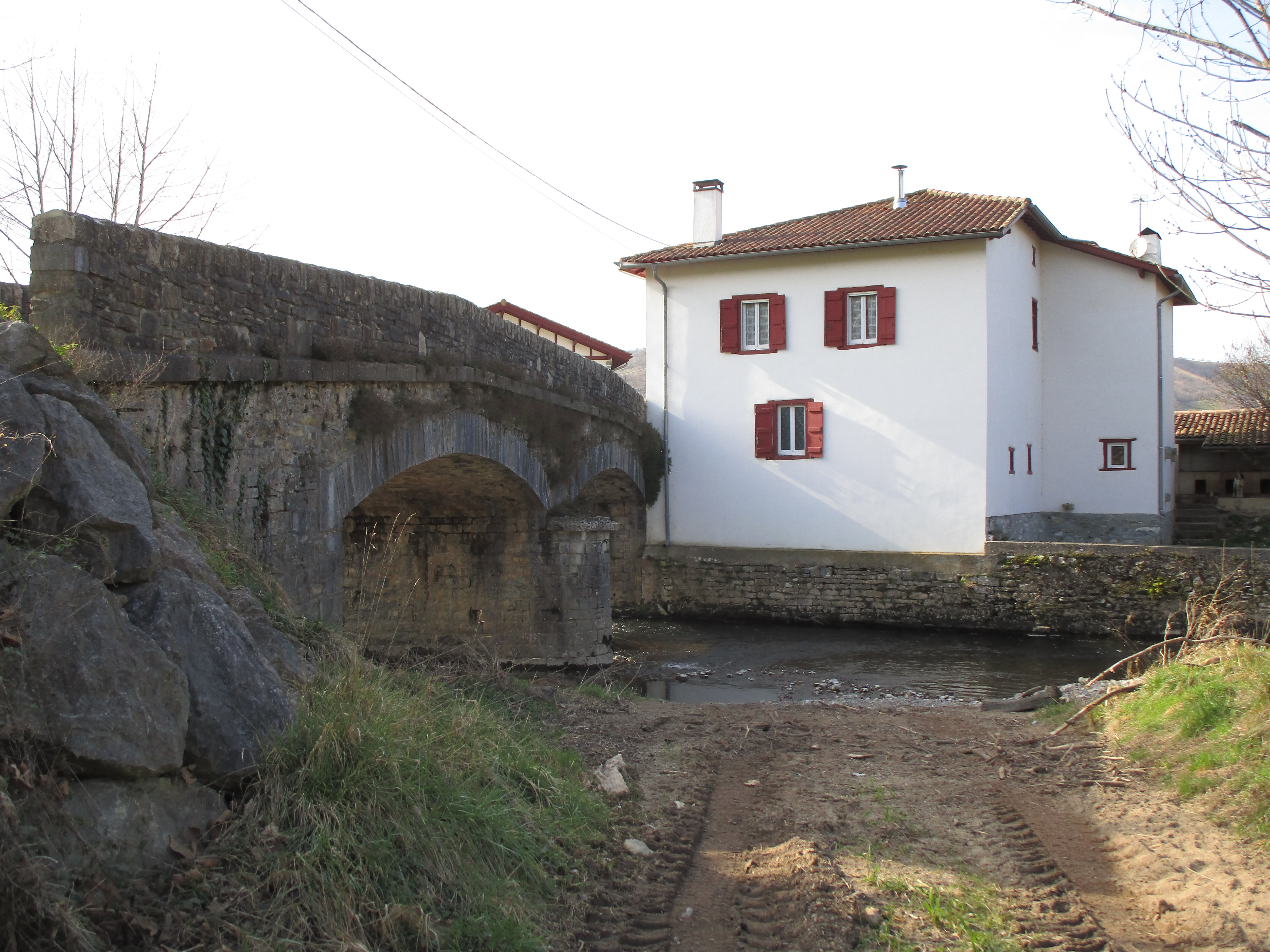
Ancien moulin sur la Bidouze à Arros (XVe – XVIe siècle).

- Une enceinte protohistorique fortifiée[101] (également sur communes d'Ostabat-Asme et de Lantabat) se trouve au lieu-dit Gazteluzahar. Cette enceinte, située à 472 m d'altitude, couvrant environ 1 ha comportait 7 lignes de défense constituées de parapets de terre[102]. Les fragments des plus anciennes poteries trouvées sur place remontent au IIe siècle avant notre ère. Cette enceinte était utilisée pour la défense contre les incursions celtes ou lors de conflits locaux.
- La maison forte[103], actuellement ferme Zaldua[104] date de la fin du XIIIe siècle. C'est le domaine des seigneurs de Sault (Saut, Zaldu)[70].
- La maison forte Dona Maria[103] date du XIVe siècle. Elle a été restaurée et agrandie au XVIIIe siècle puis au XIXe siècle[105]. Elle a été le fief des Lizarazu, devenus des Santa María (romanisation)[78].
- La ferme Jauregia est datée de 1591[106]. La construction garde les traces d'un bâtiment antérieur[107]. Elle a appartenu aux seigneurs Jauregi (la sale de larcabau, 1365[70]).
- La ferme Zarzabalea date de la fin du XVIIIe siècle. La maison est citée dans des textes de 1350 (sarçabau) et 1412 (sarrjçabal)[108].
- Des maisons des XVIe, XVIIIe et XIXe siècles[109] sont répertoriées par le ministère de la Culture.
- La maison Pagoileta a été étudiée par le Service Régional d'Archéologie avant sa destruction dans les années 1990. Une maquette a été réalisée ; elle est présentée au musée basque et de l'histoire de Bayonne[110].
- Plusieurs moulins sont présents sur la Bidouze et son affluent l'Artikaiteko erreka :
  - le moulin d'Utxiat, contemporain du prieuré-hôpital du XIIe siècle, aujourd'hui ruiné[111],
  - Le moulin de Sarçabal, également ruiné dont subsiste le canal de dérivation et la chute[112],[Carte 7].
  - le moulin de Lafaurie[Carte 7] au lieu-dit Basabura (Cibits)[Carte 9], du XVIIe siècle, transformé en maison d'habitation[112],[113],
  - le moulin de Zaldu à Peko Arostegia (Arros)[Carte 9], du XVe siècle ou du XVIe siècle, transformé en maison d'habitation[113].

   Un autre moulin existait encore au début du XIXe siècle sur l'Artikaiteko erreka au lieu-dit Irazabalia ou Zaldunbidea.

#### Le hameau d'Utxiat
Il se compose de quelques maisons, héritières des maisons des donats du prieuré-hôpital Sainte-Madeleine. La route a scindé la formation hospitalière à l'ouest, la maison prieurale contre laquelle s'adossait l'église romane, le cimetière désaffecté et les ruines du moulin ; à l'est, les quatre dernières maisons des donats relevés de leurs vœux à la suppression de l’hôpital en 1784.
Il héberge dès 1199 les pèlerins du camino navarro et de voies secondaires du pèlerinage de Saint-Jacques-de-Compostelle passant par Cibits. Le prieur détient l'autorité sur les hôpitaux d'Ostabat.
À l'assemblée générale du chapitre en 1344 sont présents 11 donats, dont quatre accompagnés de leur femme, un prieur, sept sœurs. Le prieur est Bergon de Sault et quatre donats s'appellent Bernard de Sault, Sans de Sault, Armand Bidou de Sault et Ibar de Sault, tous de la famille noble Sault à Cibits. Cinq personnes sont octroyés au service du prieur : un sacristain, un valet d'écurie et son aide, une servante et un homme pour le bois de chauffage.
L'église Sainte-Marie-Madeleine annexée au prieuré a disparu au XIXe siècle. Une stèle discoïdale du cimetière a été ramenée à l'entrée de celui de Larceveau. Elle porte l'inscription Jacet hic 1644.

### Patrimoine religieux

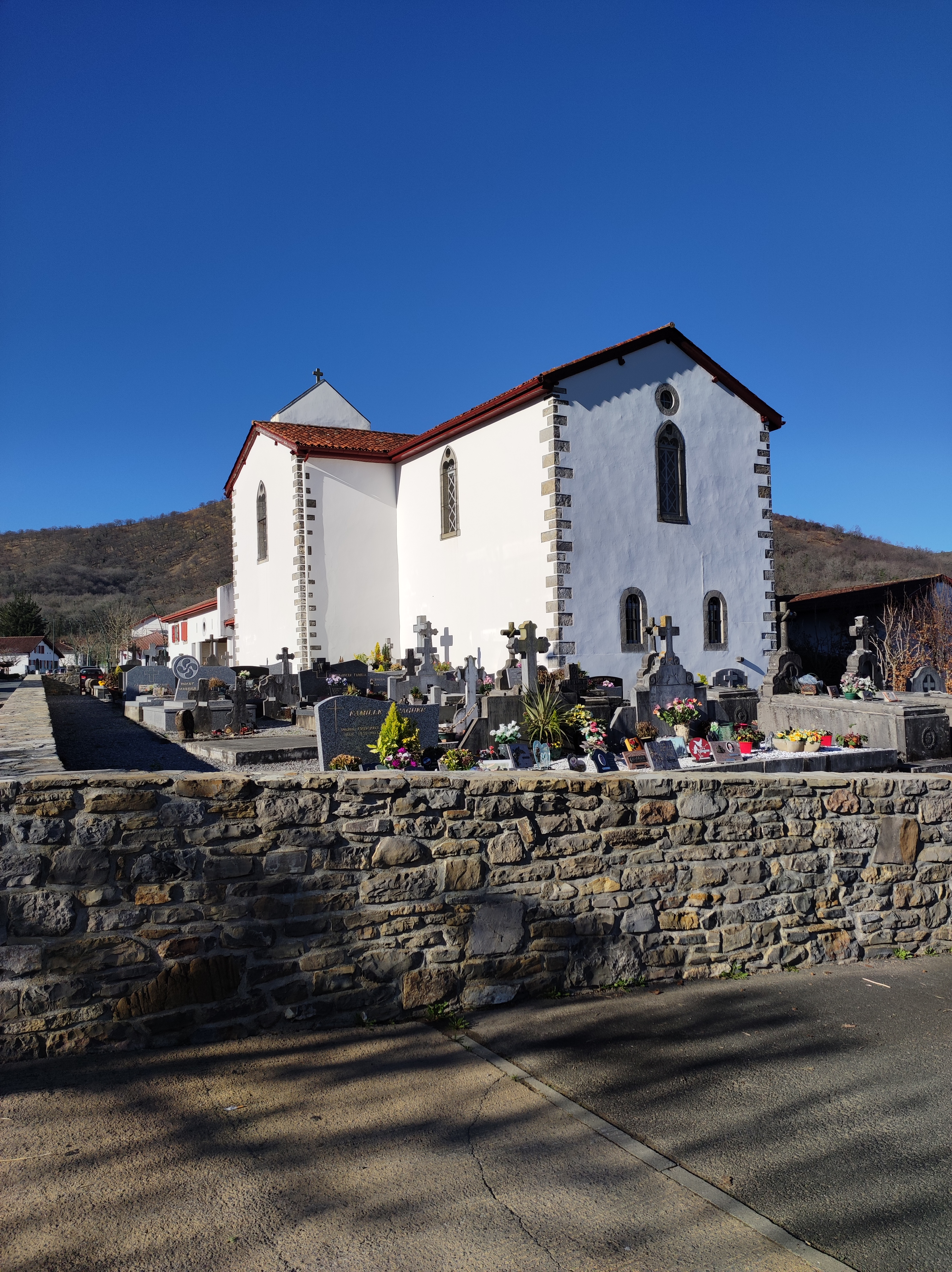
Église Saint Laurent à Larceveau.
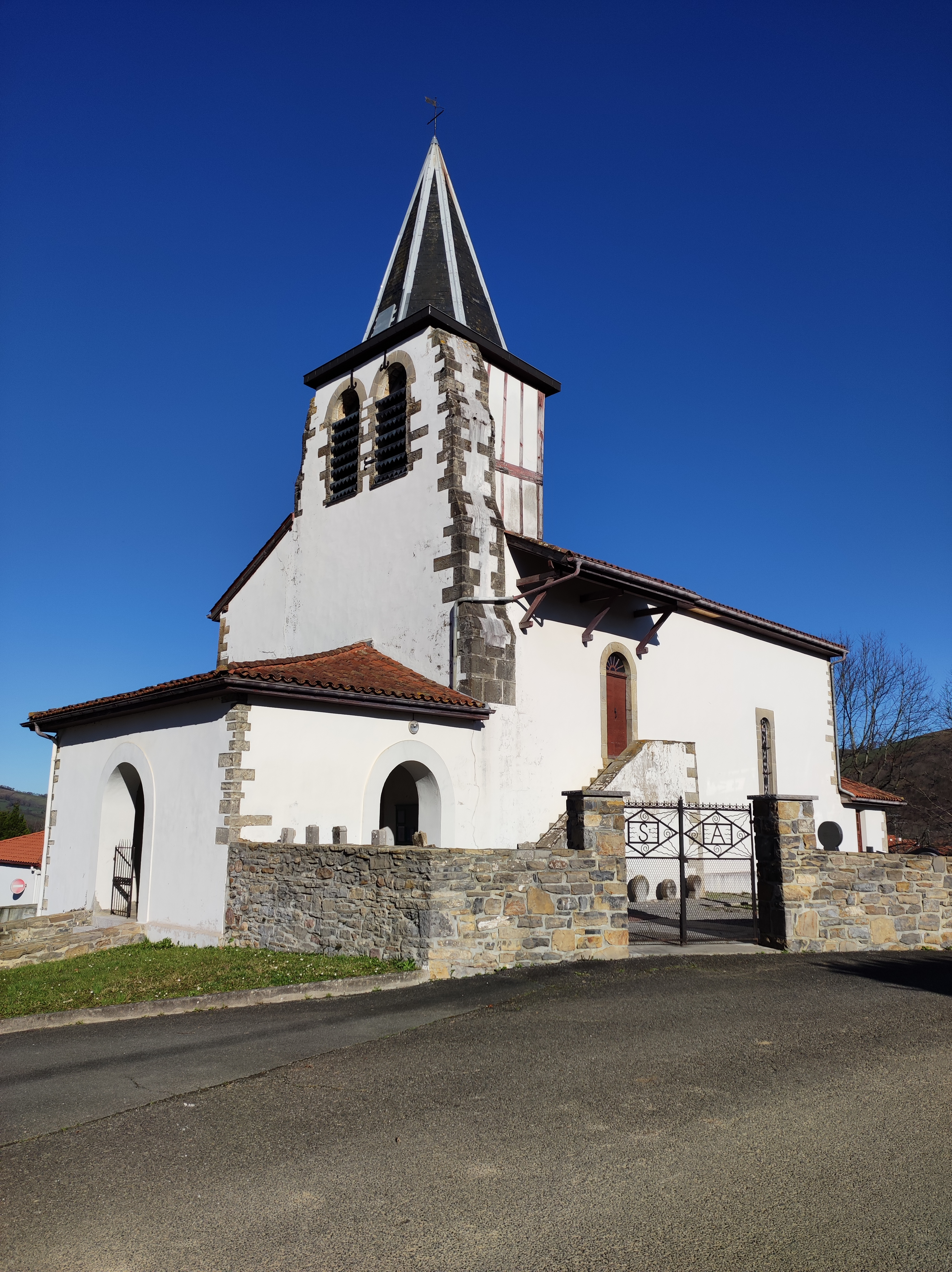
Église Saint-André à Cibits
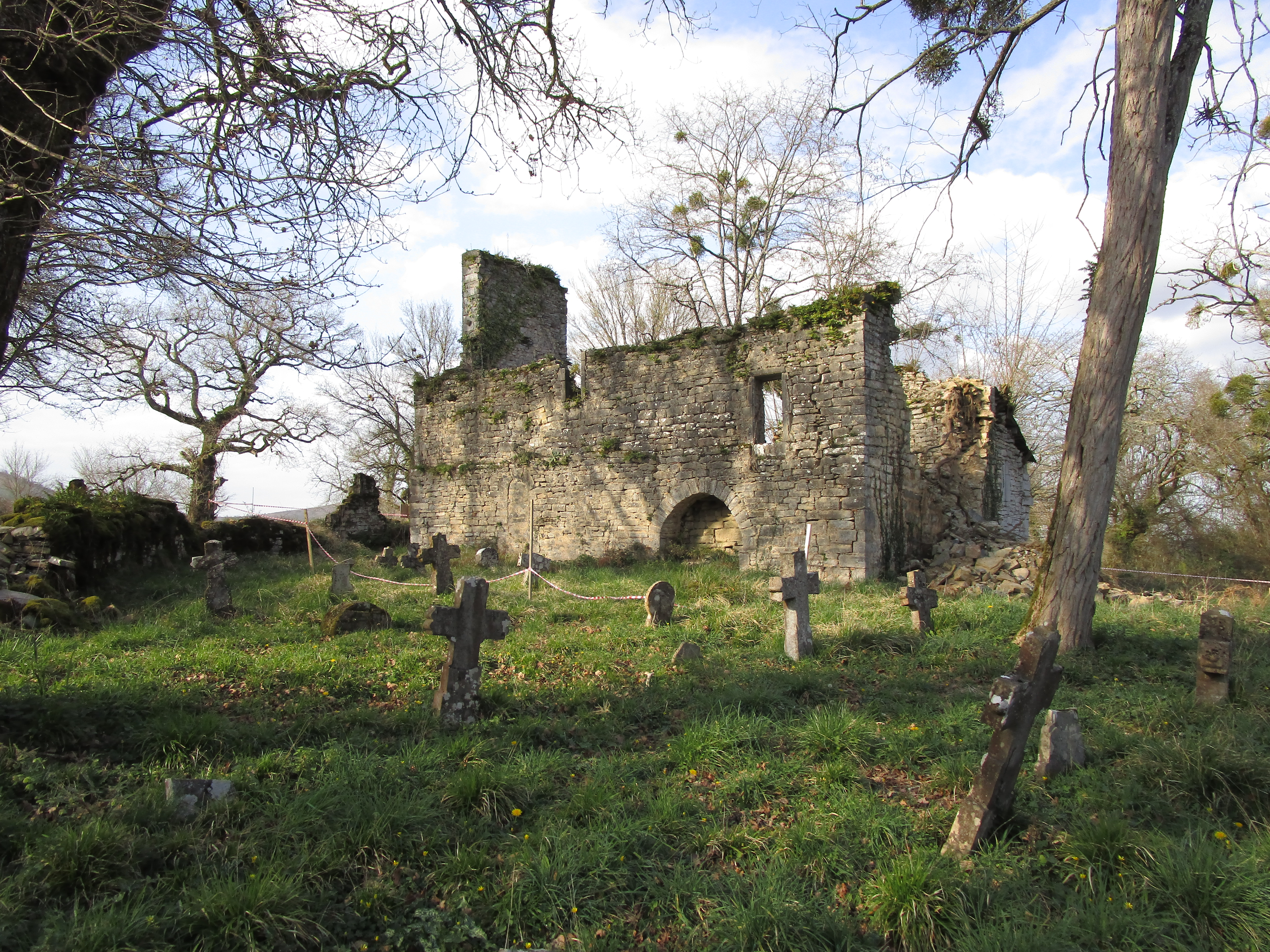
Église Saint-Sébastien et son cimetière à Arros
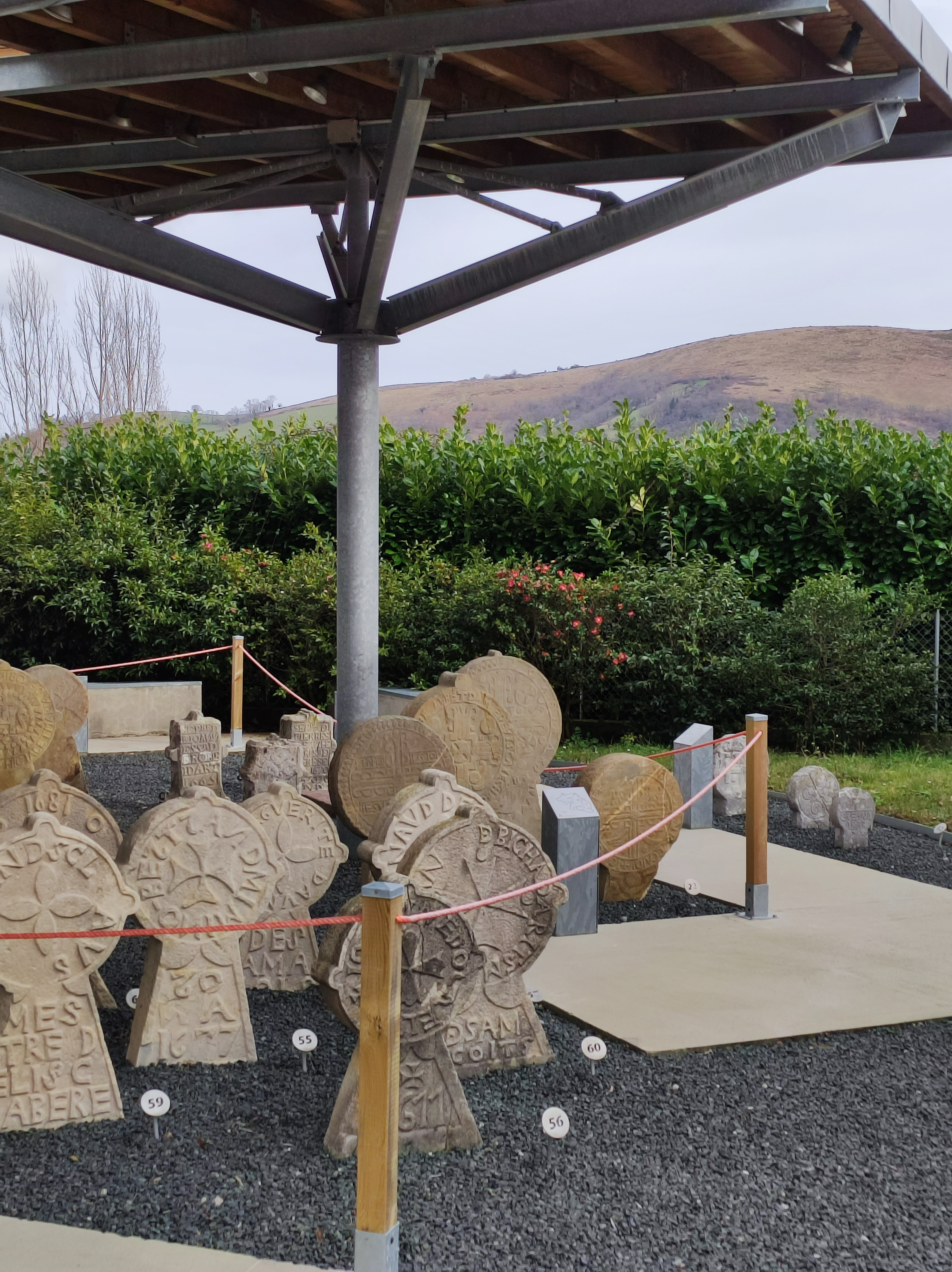
Harriak iguzkitan (Larceveau)
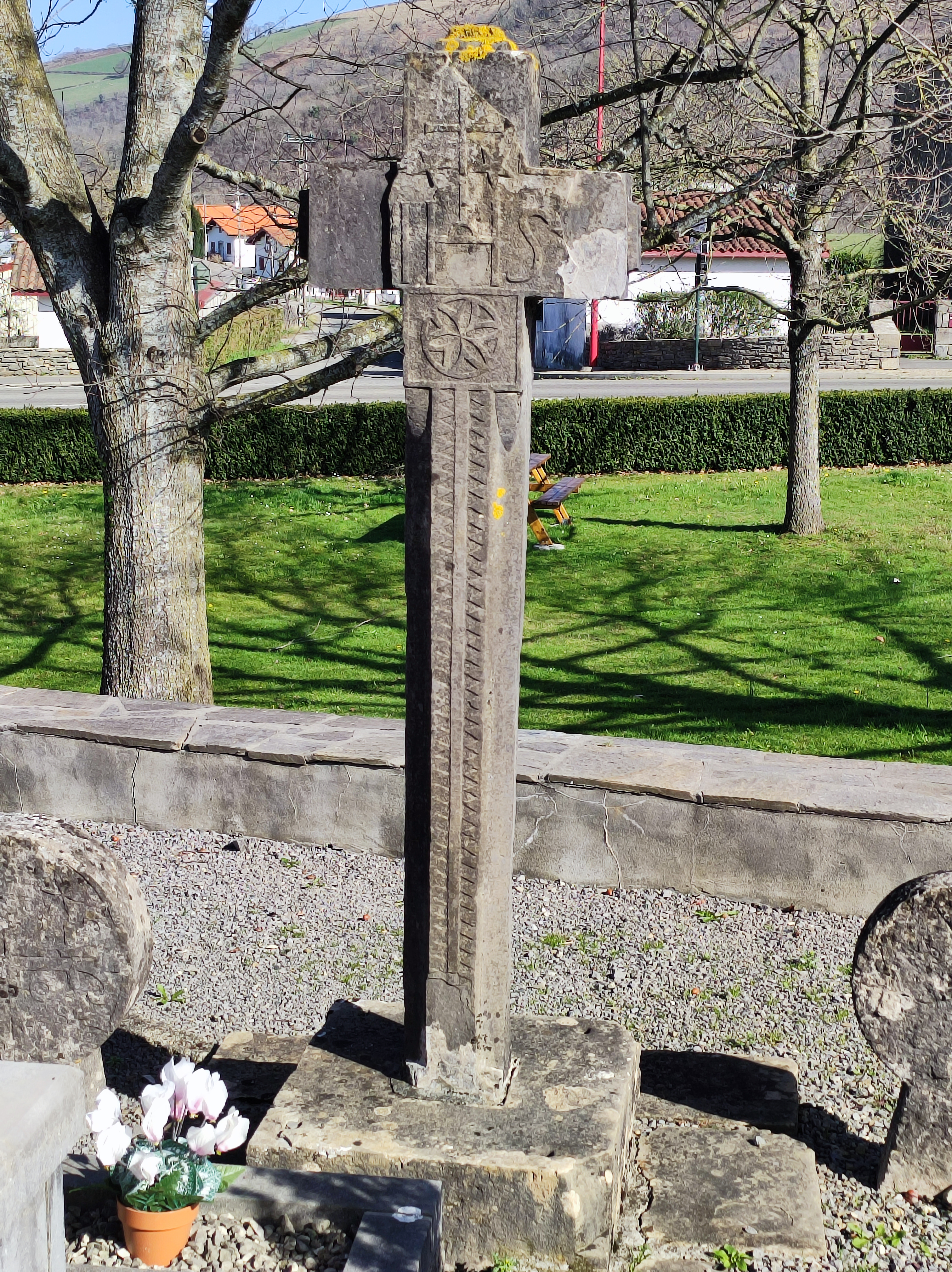
Croix de cimetière de 1786 à Cibits

- Plusieurs tumulus protohistoriques sont répertoriés sur le territoire de la commune ou à cheval avec celle de Lantabat[117].
- L'église Saint-André[118], située à Cibits, date du XIXe siècle. Elle remplace l'église sanctus andreas de civiz mentionnée en 1120[70].
- L'église Saint-Laurent, située à Larceveau, date de 1854[119]. Elle a été reconstruite sur une église antérieure datant de 1733[116].
- Une croix du cimetière de Cibits date de 1786[120].
- Un « centre d'interprétation des stèles discoïdales et de l'art funéraire basque » (Harriak iguzkitan, « Pierres au soleil »)[121] proche de l'église Saint-Laurent présente une collection de stèles en provenance de la collection de l'abbaye Notre-Dame de Belloc.
- L'église Saint-Sébastien, située à Arros, est répertoriée dans le cartulaire de la cathédrale de Dax en 1160[122]. Elle était annexée par la maison forte de Murulu (mured, muret, mureth)[70]. Aujourd'hui ruinée[123], elle existait encore au début du XIXe siècle[Carte 7]. Elle comporte un enfeu daté du Xe siècle ainsi qu'une porte latérale et un bénitier destinés aux cagots[124]. Sa cloche a été transférée à l'église de Larceveau au début du XXe siècle et la toiture utilisée par l'occupant allemand en 1940. Il existe encore à proximité quelques traces d'une benoîterie. Le bâtiment se trouve à quelques centaines de mètres de la source Saint-Sébastien qui était réputée guérir la coqueluche.

### Monuments disparus
- La chapelle Sainte-Marie de Bulunza (S(an)c(t)a maria de burunce, lostau de santa maria[57],[125]), annexée à la maison forte Dona Maria, est encore mentionnée sur les cartes anciennes[Carte 6],[Carte 7].
- Il existait une église Saint-Vincent à Xaharra (Sanctus Vincentius de Larcevau dans le cartulaire de la Cathédrale de Dax Liber Rubeus en  1160[125]), probablement détruite lors des guerres de religion[71].